# 除野康雄
除野 康雄（よの やすお、1885年（明治18年）12月12日 - 1969年（昭和44年）10月9日）は、日本の内務・警察官僚。官選滋賀県知事。

## 経歴
熊本県飽託郡健軍村（現在の熊本市東区）出身。除野正稔の二男として生まれる。第五高等学校を卒業。 1911年、東京帝国大学法科大学政治学科を卒業。同年11月、文官高等試験行政科試験に合格。1912年、内務省に入省し北海道庁属となる。
以後、北海道庁理事官、茨城県理事官、鹿児島県警察部長、鳥取県書記官・内務部長、秋田県書記官・内務部長、新潟県書記官・内務部長などを歴任。
1931年1月20日、滋賀県知事に就任。同年12月18日、知事を休職となる（政友会の犬養内閣成立に伴う更迭）。1932年1月29日、依願免本官（退官）。
その後、京都市第一助役、京都府食糧営団理事長を務めた。